# 代官町站

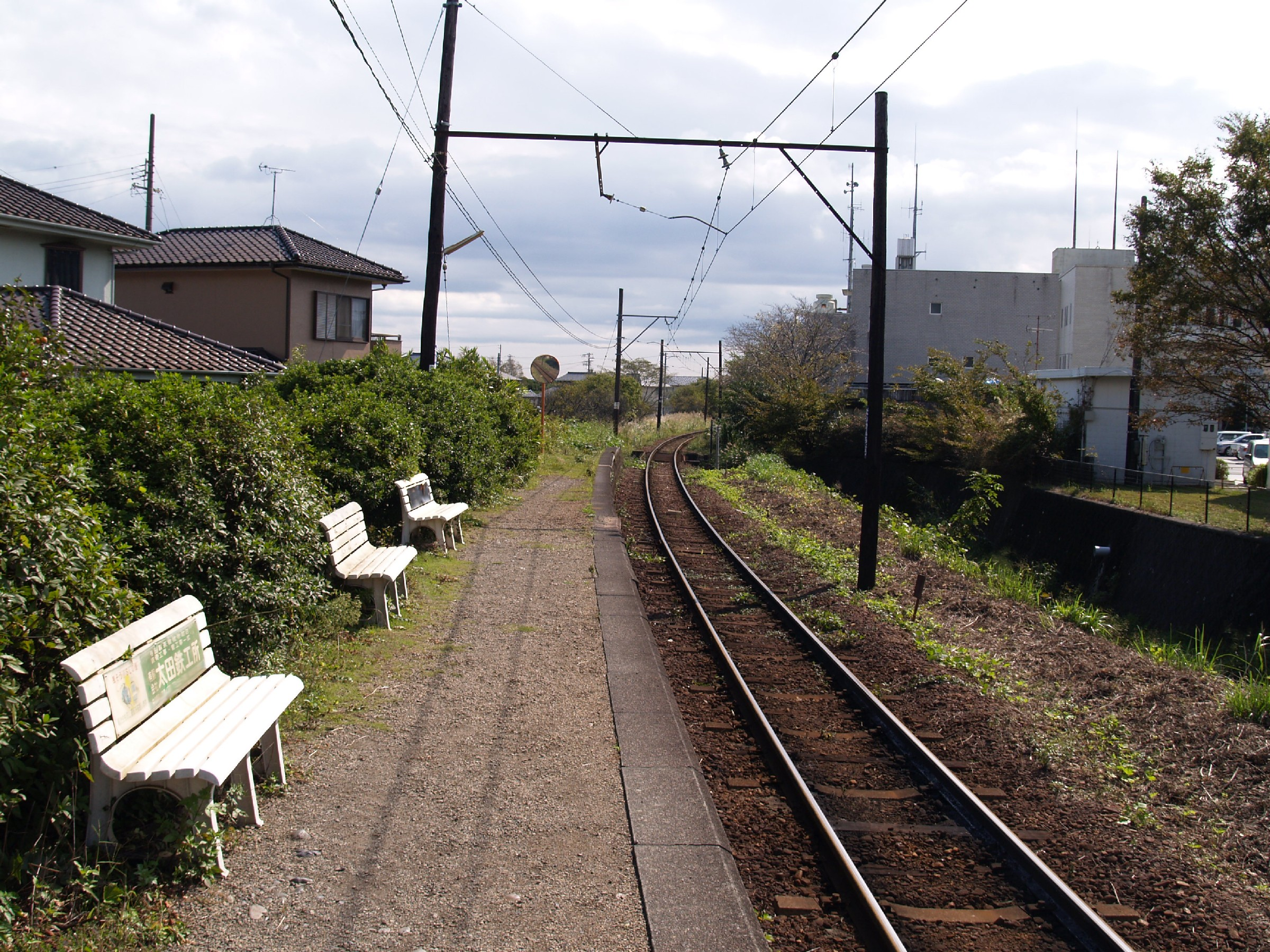
月台（2009年10月）

代官町站（日语：／ Daikanchō eki */?）是位於靜岡縣島田市金谷代官町，屬於大井川鐵道的大井川本線車站。

## 歷史
- 1965年（昭和40年）9月16日 - 車站啟用。

## 車站構造
此站是地面車站，設有1面1線的單式月台。月台上設有木屋風候車室。月台位於路軌北邊。車站只有西邊出口（千頭站一方）。車站南邊與河川之間設有圖書館。

## 使用狀況
- 在2007年度，1日平均乘車人次為30人[1]。

雖然車站位於金谷行政中心，由於車站班次較少，因此較少人次使用此站。而島田市社區巴士於附近行走，以輔助鐵路服務。

## 車站周邊
此站位於金谷行政中心，附近設有市政廳、圖書館和體育館。
- 島田市政廳金谷廳舍（舊・金谷町（日语：金谷町）公所）
- 島田市立金谷公民館「Minkuru」
- 島田市金谷保健福祉中心
- 島田市金谷體育中心
- 島田市金谷防災中心
- 島田市立金谷圖書館
- 島田市銀齡人材中心
- 希望之家作業所
- 金谷郵局（日语：金谷郵便局）
- 三代島1號公園
- Simic CMO
- 國道1號
- 國道473號（日语：国道473号）
- 大代川
- 島田市立金谷中學

## 相鄰車站
大井川鐵道
大井川本線
新金谷－代官町－日切

## 注腳
1. ↑  靜岡縣統計年鑑

## 外部連結
- 大井川鐵道 （页面存档备份，存于）（日語）